# Im Keuper
Im Keuper ist eine landschaftsarchitektonische Installation des Bildhauers Hans Dieter Bohnet und des Landschaftsarchitekten Hans Luz auf dem Wartberggelände in Stuttgart.
Die Installation verteilt sich auf zwei Ebenen. Die untere Ebene wurde von Hans Dieter Bohnet gestaltet und besteht aus einer Keuperwand mit negativer Eiform und einem Marmorei sowie einer Felsenquelle. Die obere Ebene am St.-Louis-Weg ist zur Keuperwand hin als Aussichtsplattform ausgebaut und am Hang mit verschiedenen Keuperobjekten nach Entwürfen von Hans Luz besetzt (Ruhbank, Rastplätze, Weinpresse, Lyrikstationen Merkmale der Schwaben). Der Kunststation Im Keuper folgen weiter östlich die Stationen Unter den Stangen und das Grottenloch.
Die Kunststation Im Keuper ist eine der Kunststationen, die zur Internationalen Gartenbauausstellung 1993 (IGA '93) in der Parklandschaft des Grünen U in Stuttgart errichtet wurden und nach der Ausstellung erhalten blieben. Außer dieser Station schuf Hans Dieter Bohnet auch die benachbarte Kunststation Unter den Stangen sowie die Brunnen und Bodenskulpturen der Kunststation Egelsee.
Hinweis: Ziffern in Klammern, z. B. (12), verweisen auf die entsprechenden Nummern im Plan des Wartberggeländes.

## Lage

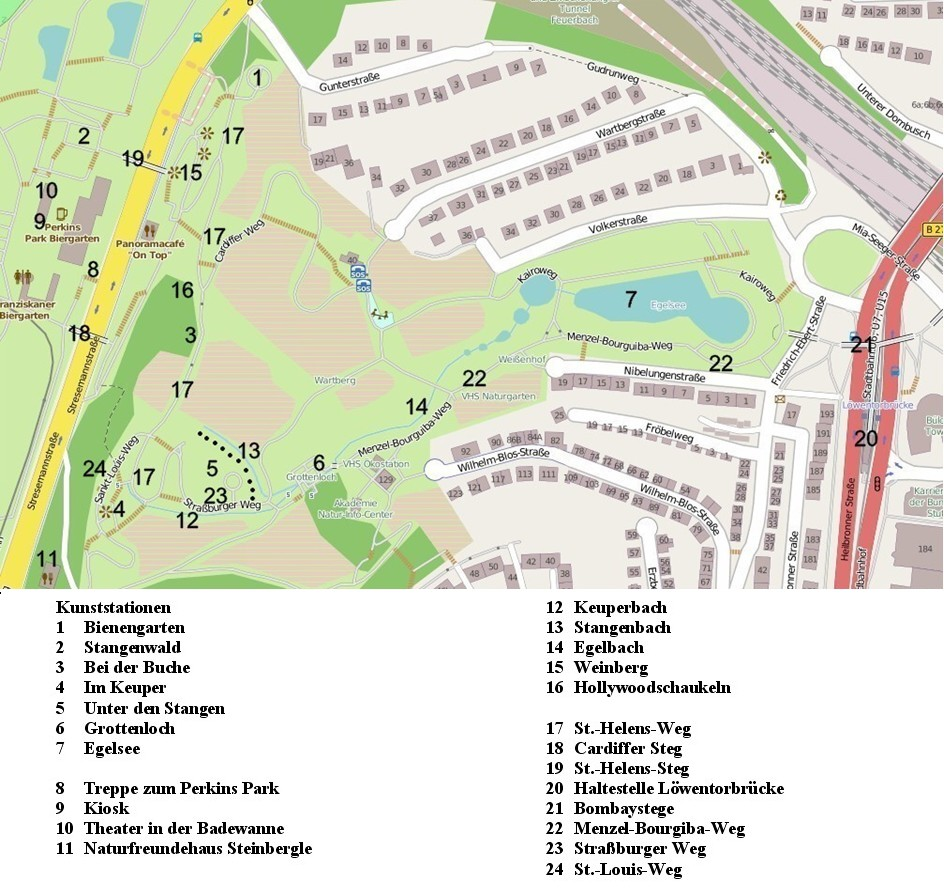
Plan des Wartberggeländes.

Die Kunststation Im Keuper (4) liegt an einem Hang des Wartbergs, wahrscheinlich an der Stelle eines früheren Schilfsandsteinbruchs. Im Osten befindet sich in unmittelbarer Nachbarschaft die Kunststation Unter den Stangen  (5), ebenfalls von Hans Dieter Bohnet, und im Tal die Kunststation Grottenloch von Michael Singer (6).
Der Wartberg liegt im Stuttgarter Stadtbezirk Stuttgart-Nord und fungiert innerhalb des Grünen U, einer geschlossenen Grünanlage von acht Kilometern Länge, als Bindeglied zwischen dem Leibfriedschen Garten und dem Rosensteinpark im Osten und dem Höhenpark Killesberg im Westen.
Hinweis: Keuperbach (12), Stangenbach (13) und Egelbach (14) sind keine offiziellen Bezeichnungen, sondern dienen hier zur Unterscheidung namenloser Bäche am Wartberg.

## Zugang
Das Kunststation kann man u. a. auf den folgenden Wegen erreichen (auch für Behinderte geeignet):
1. Von der Stadtbahnhaltestelle Löwentorbrücke (20) aus folgt man dem Aufgang zu den Bombaystegen (21), dann dem linken Abzweig des Menzel-Bourgiba-Wegs (22) und schließlich dem Straßburger Weg (23) bis zur Kunststation.
2. Vom Höhenpark Killesberg gelangt man über den St.-Helens-Steg (19) oder den Cardiffer Steg (18) zum St.-Helens-Weg (17) und auf diesem zur Kunststation.

## Beschreibung
Die „Landschaftsdarstellung“ (Hans Luz) Im Keuper (4) entstand in der Zusammenarbeit zwischen dem Bildhauer Hans Dieter Bohnet und dem Landschaftsarchitekten Hans Luz und dessen Büro. Das bühnenartige Geländepanorama lehnt sich an den Steilabhang eines ehemaligen Schilfsandsteinsteinbruchs unterhalb des St.-Louis-Wegs (24) und fällt in terrassierten Stufen nach Osten zum Straßburger Weg (23) hin ab, wo das Gelände in weiteren Terrassen in die Kunststation Unter den Stangen (5) übergeht und dann im Tal durch die Kunststation Grottenloch (6) ihren Abschluss findet.
Die Kunststation ist „eine Hommage an die geologische Formation, auf der große Mengen des schwäbischen Weines wachsen“. Der Bereich, wo früher im Wartberg Schilfsandstein gebrochen wurde, lässt sich nicht mehr lokalisieren. Man nimmt an, dass der Steinbruch etwa dort lag, wo jetzt die Keuperwand installiert ist. „Sie soll an diese Zeit erinnern und die geologische Formation des Keuper sichtbar machen, ähnlich wie das die roten Steinbruchwände im Tal der Rosen des Killesberg tun.“
Die Kunststation verteilt sich auf zwei Ebenen:
- Die untere Ebene besteht aus einer hohen Keuperwand mit einem davorliegenden Marmorei, die sich an den Hang anlehnt und in niedrigere Stützmauern ausläuft, und einer künstlichen Felsenquelle, aus der der Keuperbach (12) entspringt. Das terrassierte Gelände vor der Keuperwand wird flankiert von Treppen, die den St.-Louis-Weg mit dem Straßburger Weg verbinden.
- In der oberen Ebene ist der St.-Louis-Weg zur Keuperwand hin als Aussichtsplattform ausgebaut. Auf der gegenüberliegenden Hangseite des Wegs reihen sich eine Ruhbank, mehrere Rastplätze, eine Weinpresse, die Lyrikstationen  Merkmale der Schwaben und die Lehrtafel „Industrialisierung“.

## Untere Ebene

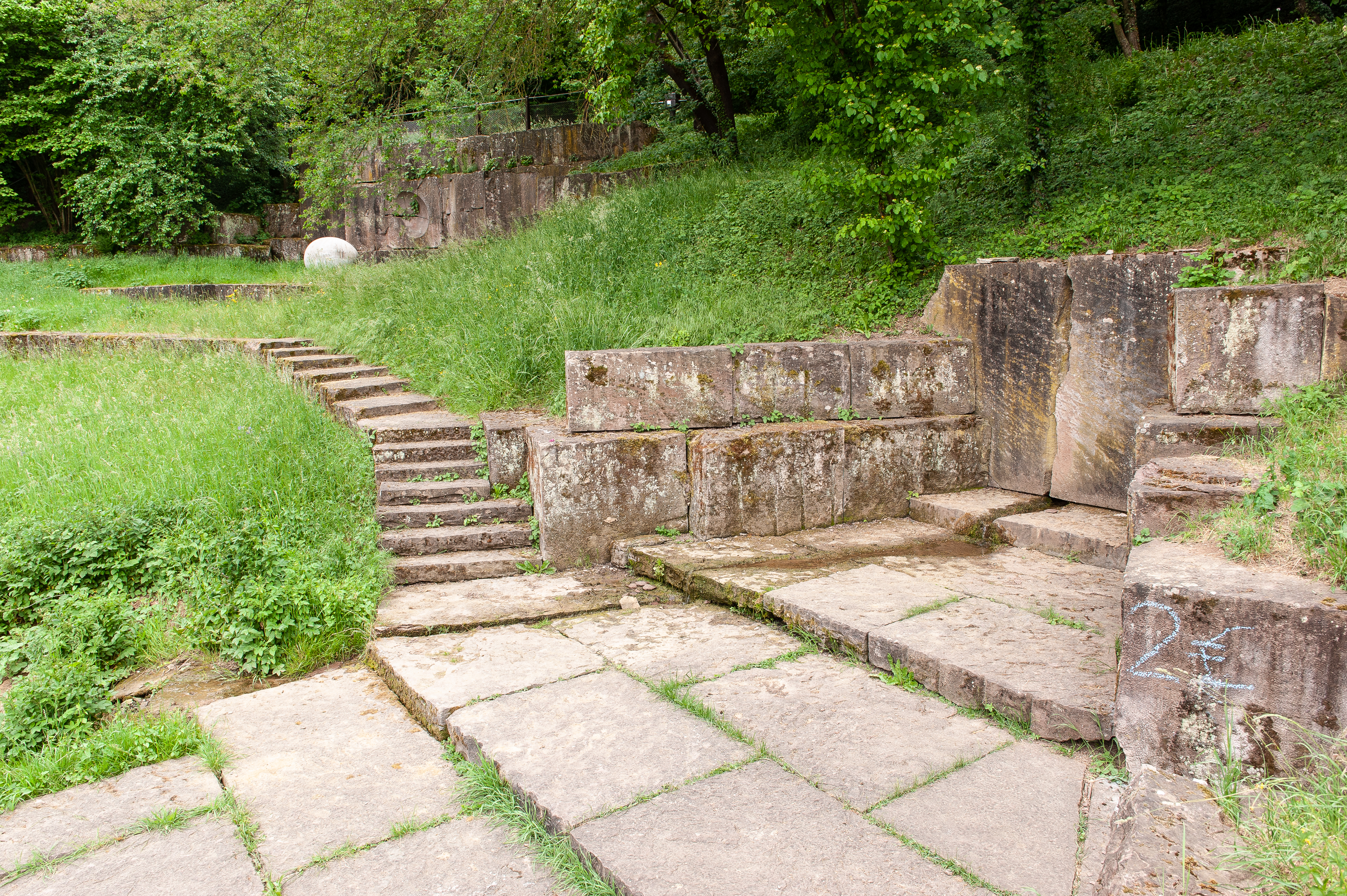
Keuperwand mit Marmorei, rechts: Felsenquelle

### Keuperwand
Das Zentrum der unteren Ebene bildet eine künstliche Wand, die mit Blöcken aus Maulbronner Schilfsandstein den ehemals verwahrlosten Steilabhang verkleidet und nach oben hin am St.-Louis-Weg mit einer Aussichtsplattform abschließt. „Der größte Block, in den die Ei-Hohlform eingearbeitet werden sollte, zersprang bei der Aufstellung. Dieser nicht vorhergesehene Zustand vermittelt nun den Eindruck, als ob das Ei, das vor der Wand auf der Terrasse liegt, aus der Wand »gesprengt« wäre.“ Das etwa 1,70 m lange, polierte Marmorei (im Volksmund „Dino-Ei“) liegt wie in einem Nest auf einem leicht erhöhten Rasenstück. Ein nicht genannter Autor hat auf der Webseite der Stadt Stuttgart die Beziehung zwischen Keuperwand und Marmorei treffend charakterisiert: „Das Marmorei und die Negativform des Eis in der Wand wurden vom Bildhauer Bohnet hinzugefügt. So als hätte die Wand das Ei geboren! Ein Kuckucksei, denn Ei und Wand bestehen eben aus verschiedenen Gesteinsarten. Der Künstler ist hier der Schöpfer, der sich das Gestein untertan gemacht hat und damit auf die Entscheidung des Menschen verweist, Landschaften zu gestalten und zu verändern.“
Die Keuperwand wird zu beiden Seiten von Stützmauern aus klobigen Keuperblöcken flankiert, die in zwei Schichten übereinanderliegen und etwa bis zur halben Höhe der Wand reichen. Am Ende der linken Stützmauer führt eine lange Treppe vom Straßburger Weg zum St.-Louis-Weg hinauf, zur Rechten führt eine kurze Treppe von der Keuperwand hinauf zum St.-Louis-Weg und zur Aussichtsplattform. Die Terrasse vor der Keuperwand schließt mit einer niedrigen Trockenmauer ab und geht in eine zweite Terrasse über, die von einer weiteren Mauer gegen den Hang abgestützt wird.

### Felsenquelle

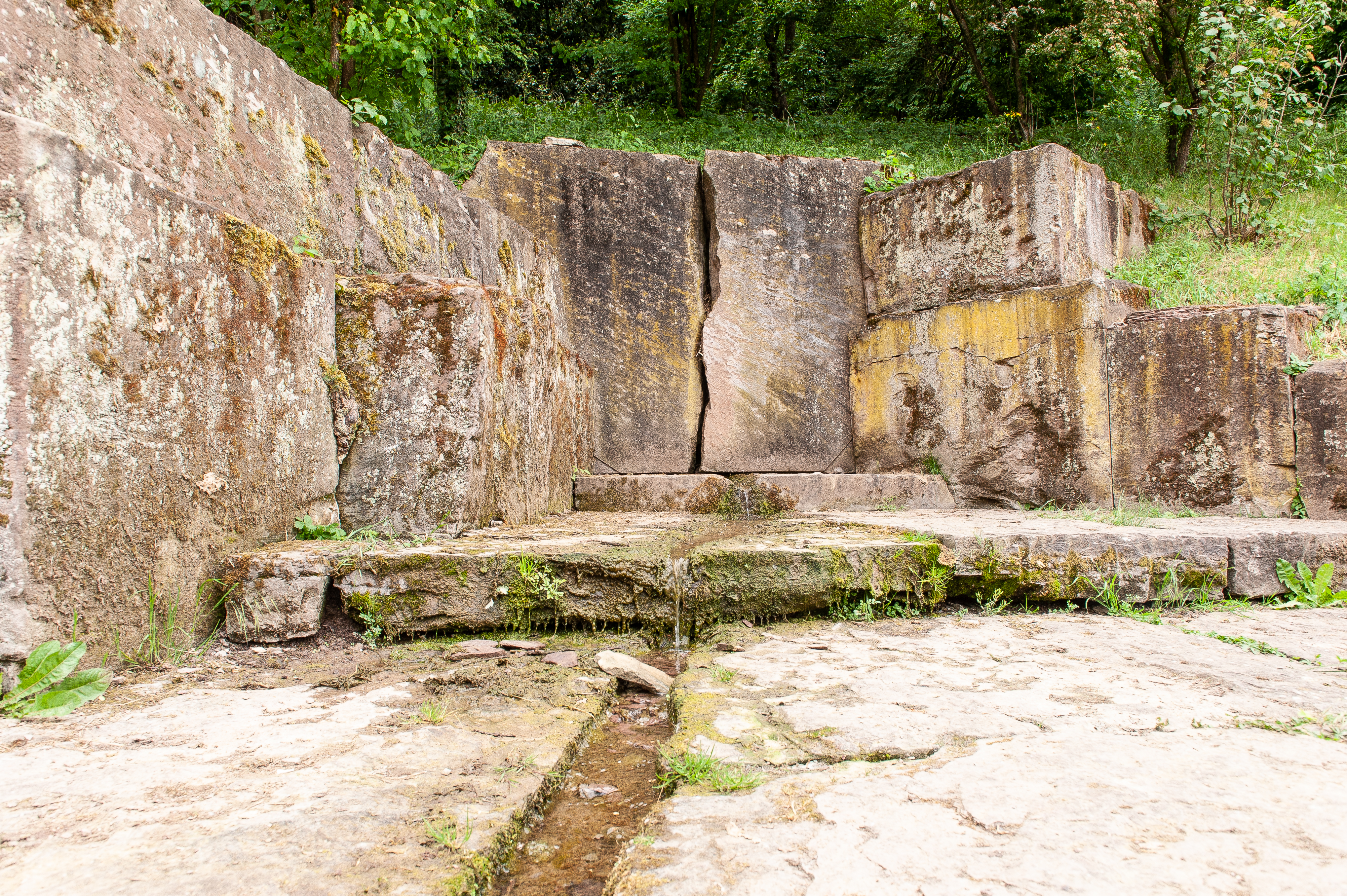
Felsenquelle

Die Stützmauer der zweiten Terrasse vor der Keuperwand endet rechts in einer Treppe, die zu einer künstlichen Felsenquelle hinführt. Zwei hohe Keuperblöcke, zwischen denen der Keuperbach (12) entspringt, und zwei niedrigere Stützmauern aus wuchtigen Quadern bilden eine halbkreisförmige Szenerie. Der Bach rinnt links durch das Wiesengelände in östlicher Richtung zum Grottenloch hinab. Eine Reittreppe führt in mehreren flachen Stufen hinunter zum Straßburger Weg. An die Felsenquelle schließt sich eine Treppe an, die zum St.-Louis-Weg hinaufführt. Der durch drei Trockenmauern terrassierte Hang daneben schließt ebenfalls mit dem St.-Louis-Weg ab.

## Obere Ebene
Die obere Ebene verläuft entlang dem St.-Louis-Weg (24). Er ist zur Keuperwand hin zu einer Aussichtsplattform ausgebaut. An der Hangseite des Wegs sind mehrere Keuperobjekte aufgereiht.

### Aussichtsplattform
Am oberen Rand der Keuperwand buchtet sich der St.-Louis-Weg zu einer teilweise plattenbelegten Aussichtsplattform, die durch ein Stahlgeländer mit Maschendraht gesichert wird. Ein Stein mit einer stilisierten Windrose zeigt durch ein Kreuz mit dazwischengesetzten Herzchen die Himmelsrichtungen an.

### Hangseite
An der Hangseite des St.-Louis-Wegs reihen sich zwischen dem Straßburger Weg und dem St.-Helens-Weg eine Ruhbank, mehrere Rastplätze, eine Weinpresse, die Lyrikstationen Merkmale der Schwaben und die Lehrtafel „Industrialisierung“.

#### Lageplan
| Straßburger Weg Ruhbank Runde Sitzgruppe Trinken Schaffen Weinpresse Treppe Halbfertige Sitzgruppe Sparen Sinnieren Sitzgruppe „Insignien des Landes BW“ Lieben Weltgeist Holzbank St.-Helens-Weg Lehrtafel „Industrialisierung“ |
Schematischer Lageplan
der Objekte am St.-Louis-Weg
zwischen dem Straßburger Weg
und dem St.-Helens-Weg
(Blau: Lyrikstationen  Merkmale der Schwaben).

#### Ruhbank
An der Einmündung der Treppe, die den Straßburger Weg mit dem St.-Louis-Weg verbindet, trifft man auf eine nachgebaute Ruhbank, die an die Lastenträger erinnern soll, die früher den Wartberg hinauf- oder hinunterwanderten und an Ruhbänken eine Rast einlegen konnten. Auf der hohen Bank konnten sie ihre Lasten abstellen und sich auf der niedrigen (hier fast zugewachsenen) Bank ausruhen.

#### Rastplätze
Der Ruhbank folgt eine steinerne Sitzgruppe mit einem runden Tisch und runden Hockern. Rechts daneben befindet sich die Lyrikstation Trinken, und etwas weiter rechts, hinter der Weinpresse, ist links von einer Steinbank im Gebüsch die Lyrikstation Schaffen verborgen.
Vor der Einmündung des St.-Louis-Wegs in den St.-Helens-Weg trifft man auf eine Treppe, die durch eine Lichtung hangaufwärts zu einem kleinen Waldstück führt. Zur Linken findet man die Steinpostamente eines rechteckigen Tischs und einer Sitzbank, denen
Tischplatte und Sitzfläche fehlen. Bie der halbfertigen Sitzgruppe befindet sich die Lyrikstation Sparen. Zur Rechten lädt eine breite Holzbank zum Verweilen ein. Bei der Bank befindet sich die Lyrikstation Weltgeist. Am Hang, auf halber Höhe zwischen der unvollendeten Sitzgruppe und der Holzbank ist unter einem Baumsolitär die Lyrikstation Lieben installiert.
Zu den Rastplätzen gehört auch eine steinerne Sitzgruppe mit Comic-Gravuren, siehe Insignien des Landes BW.

#### Weinpresse
Zur Erinnerung an frühere Zeiten, als am Wartberg noch der Weinanbau florierte, entwarf Hans Dieter Bohnet eine stilisierte Weinpresse. Sie trägt auf dem hölzernen Knebel die Einritzungen „'93“, das Jahr der Internationalen Gartenbauausstellung 1993 (IGA '93), den Spruch „Noch ist nicht aller Tage Abend“, die Signatur „Bohnet 91“ und das geschnitzte Relief einer Weintraube. Drehhebel und Spindel der Presse sind aus Bronze, der Sockel aus Beton.
Auch die Lehrtafel „Industrialisierung“ erinnert an den früheren Weinanbau. Eine weitere Reminiszenz an Wengerterzeiten ist der kleine künstliche Weinberg (15) am Übergang des St.-Helens-Stegs zum Wartberg. Hinter der Weinpresse befindet sich links neben einer Steinbank die Lyrikstation Schaffen.

#### Lehrtafel „Industrialisierung“
Nahe bei der Einmündung des St.-Louis-Wegs in den St.-Helens-Weg erreicht man über eine Treppe die Lehrtafel „Industrialisierung – Zwischen Wald und Reben“, die den allmählichen Rückgang des Weinbaus in Stuttgart durch den aufkommenden Pietismus und vor allem im Zuge der Industrialisierung erläutert. Neben der Lehrtafel ist ein „Pappkamerad“ mit der Silhouette eines Mannes aufgestellt, der einen Wengerter im Sonntagsstaat, aber vielleicht auch einen Industrieangestellten darstellt.

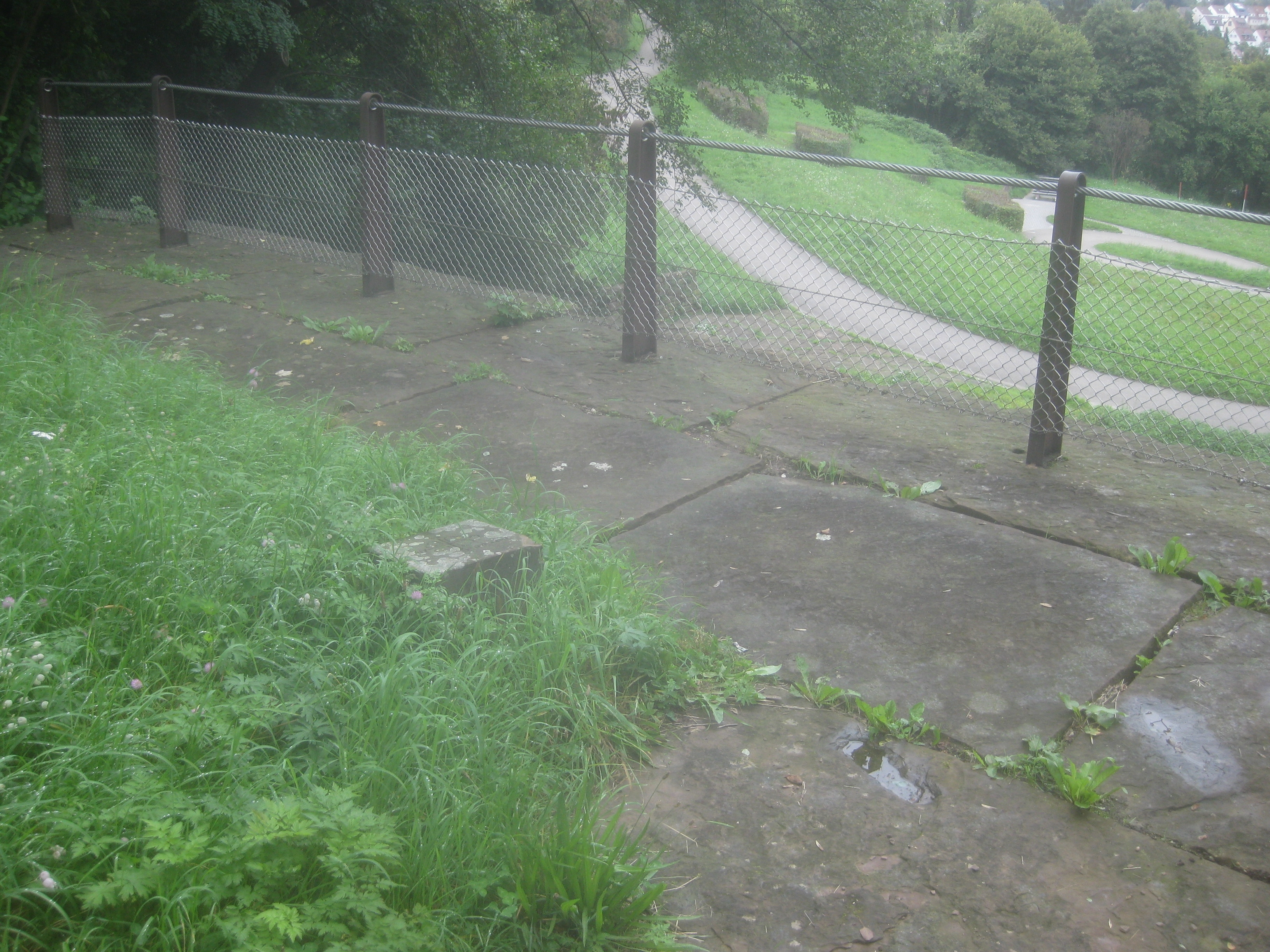
Aussichtsplattform, Mitte: Windrosenstein.
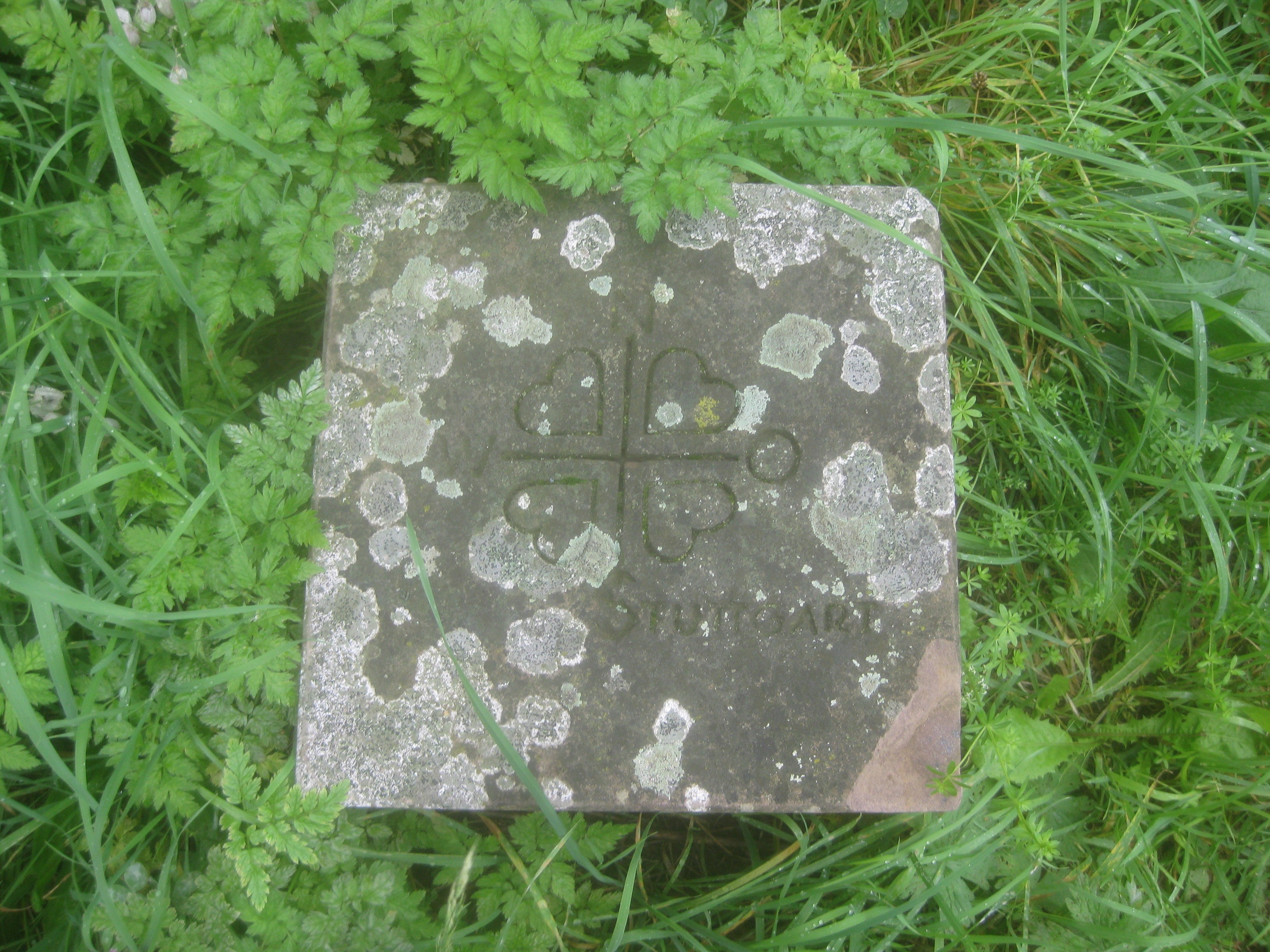
Windrosenstein.
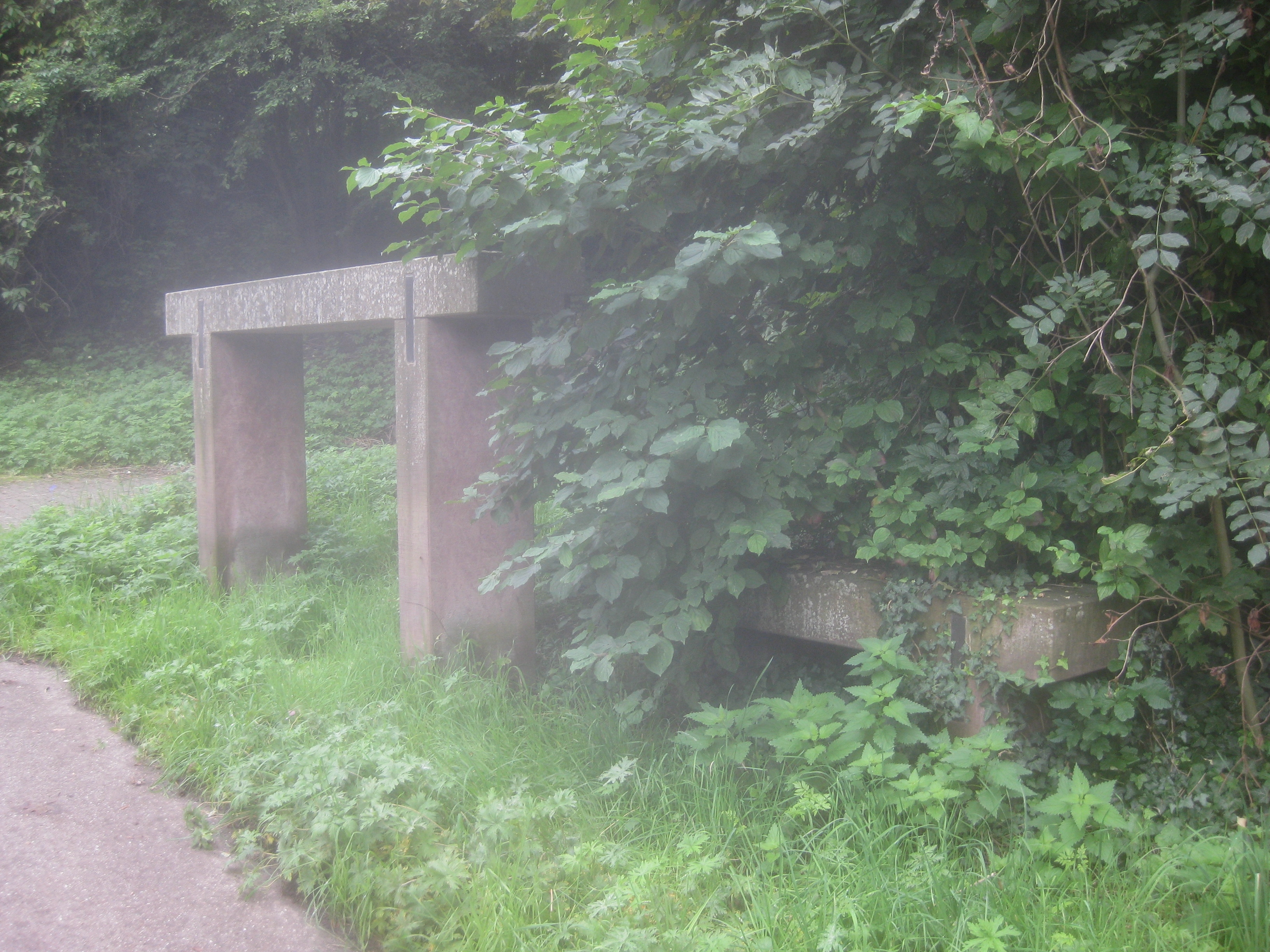
Ruhbank.
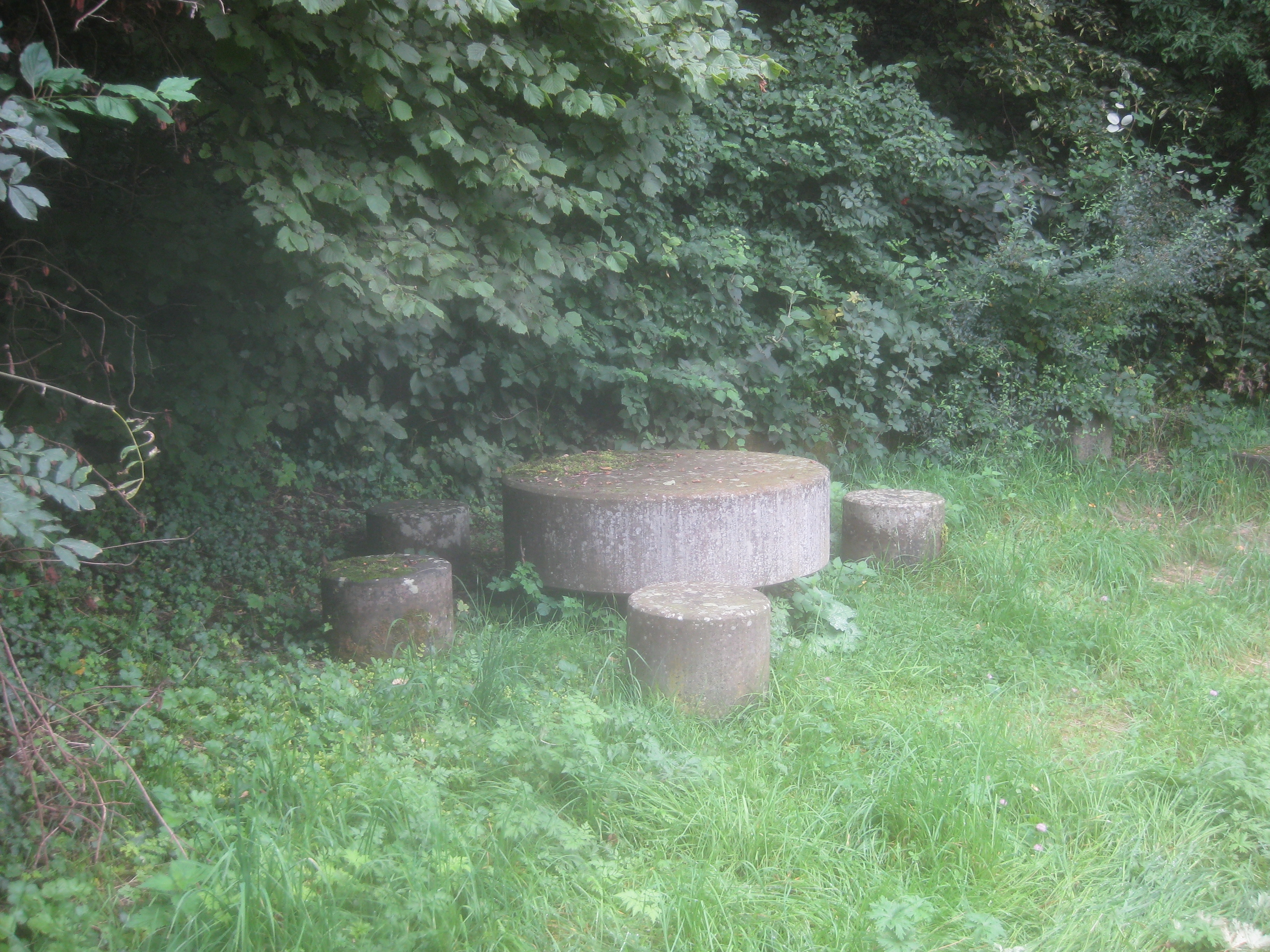
Runde Sitzgruppe.
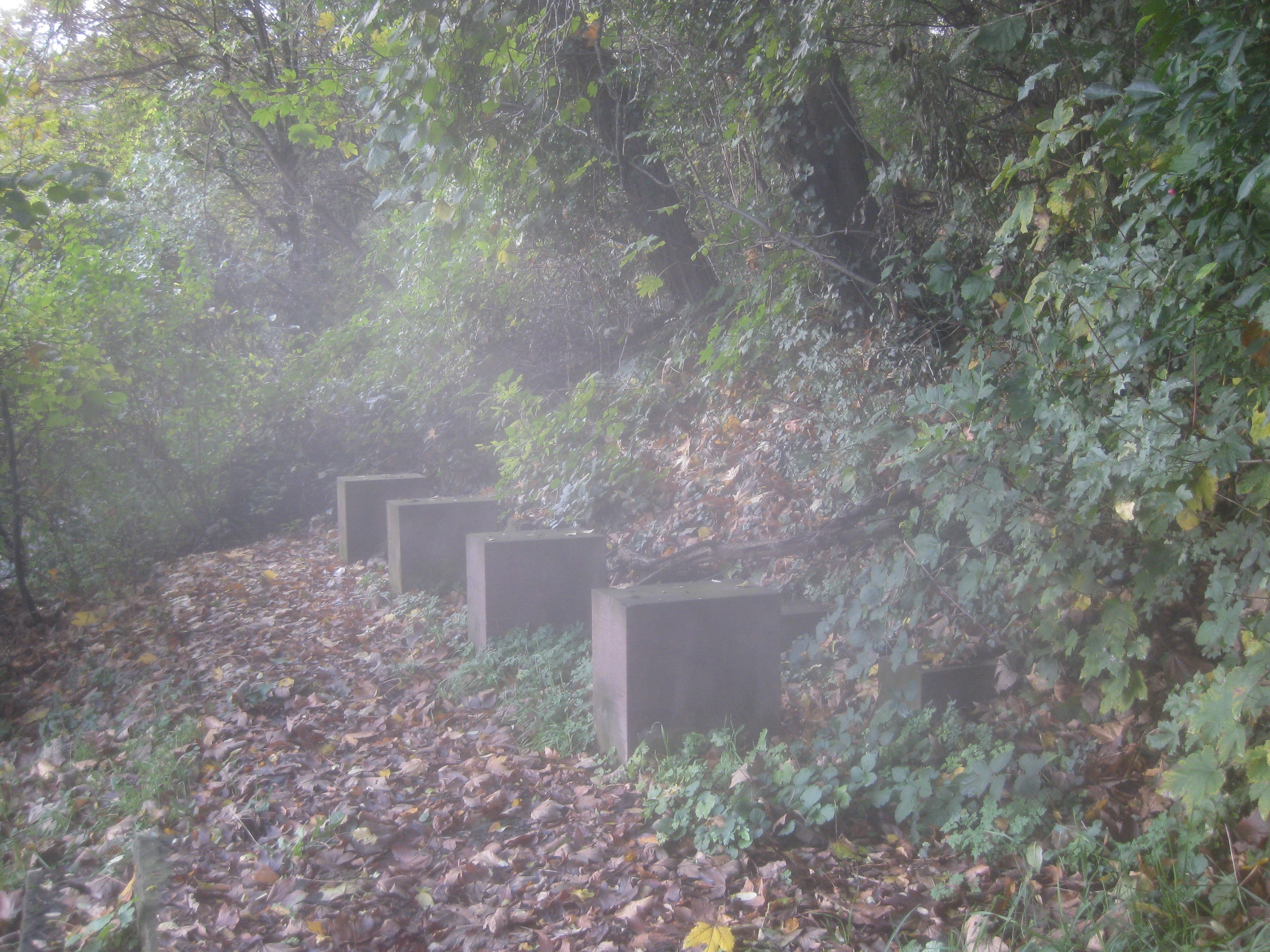
Unvollendete Sitzgruppe.
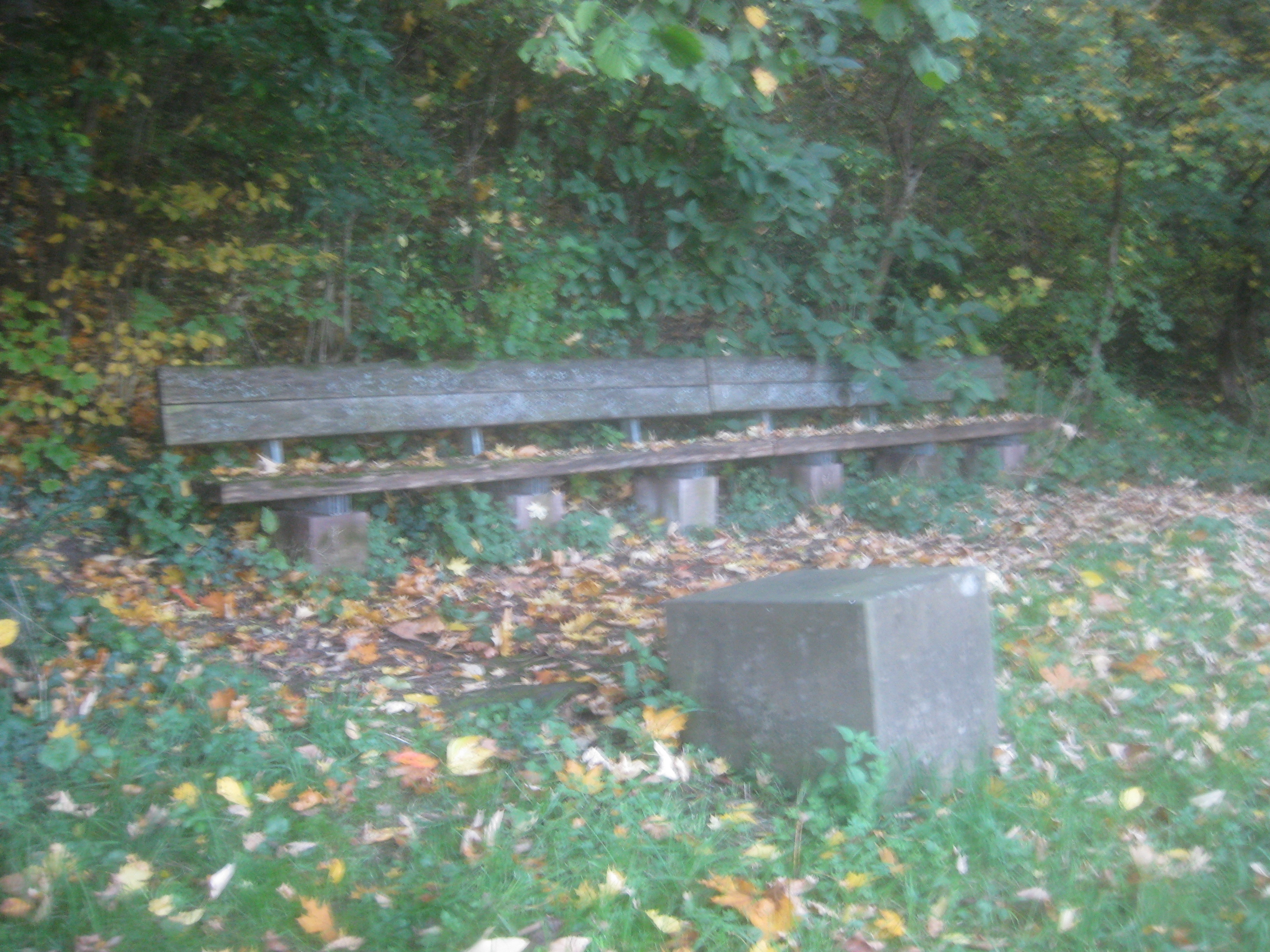
Holzbank mit Lyrikstation Weltgeist.
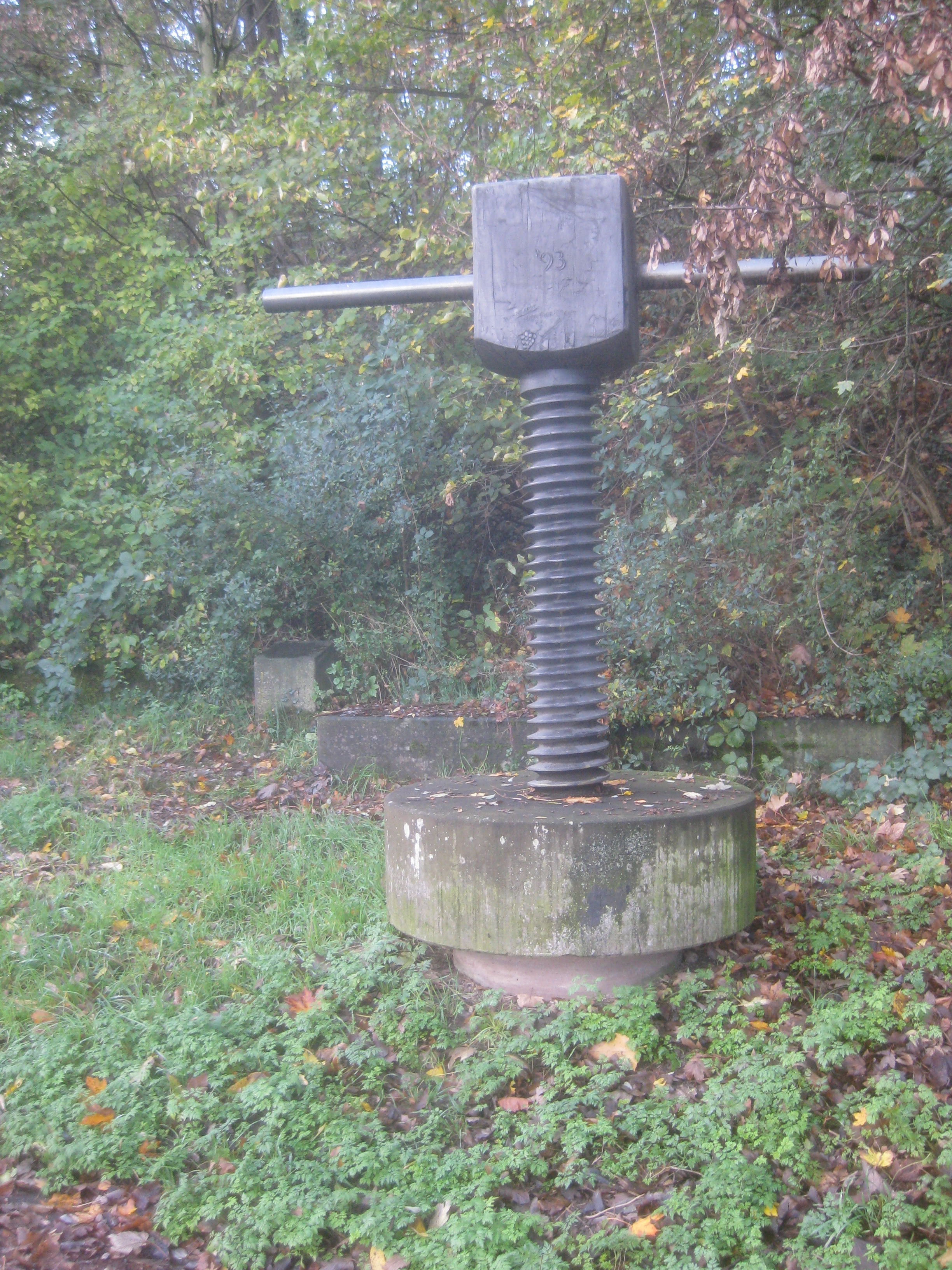
Weinpresse.
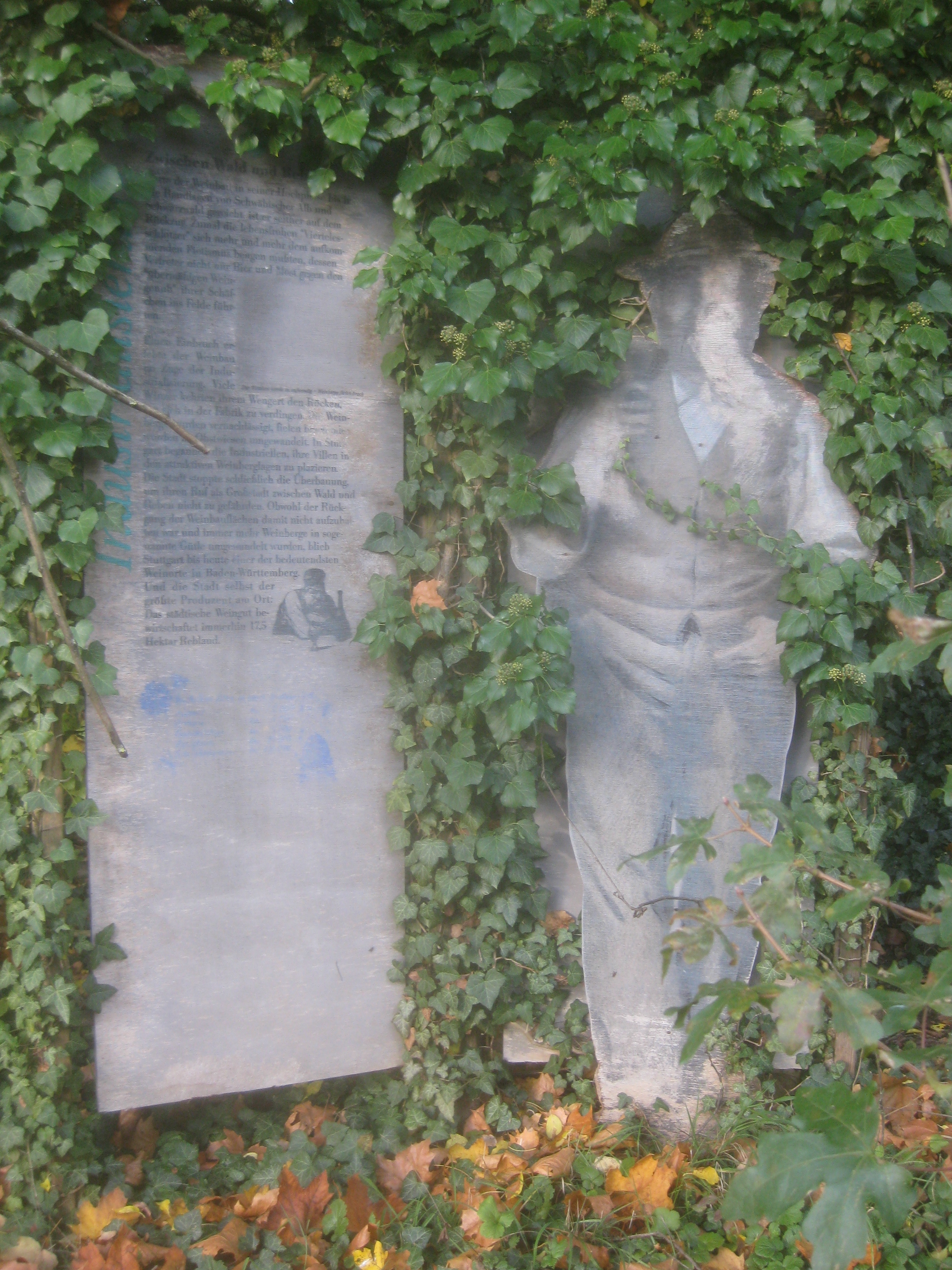
Lehrtafel „Industrialisierung“.

#### Insignien des Landes BW

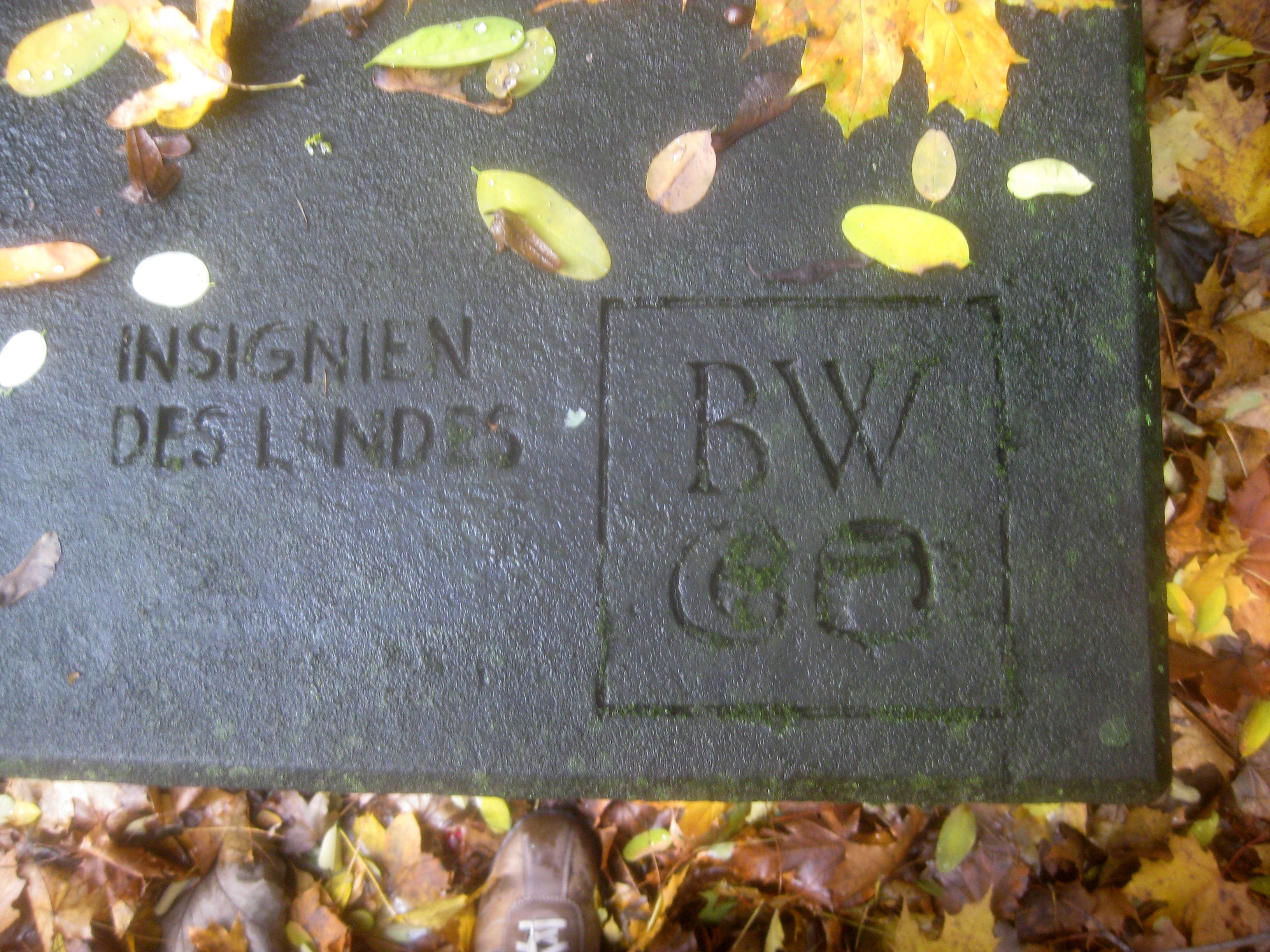
„Insignien des Landes BW“.

Am St.-Louis-Weg gelangt man über eine kurze Steintreppe zu einem windgeschützten Rastplatz, der sich in einen Winkel am Waldrand schmiegt. Der Platz lädt mit einem rechteckigen Steintisch und sechs Steinhockern zum Verweilen ein. Vor der Sitzgruppe ist die Lyrikstation Sinnieren installiert.
Die Tischplatte und die Kanten des Steintischs tragen Comic-Zeichnungen nach Entwürfen des Graphikers Hanns Lohrer. Lohrer betitelte seine Gravuren verschmitzt „Insignien des Landes BW“. Dabei steht BW für Baden-Württemberg
und gleichzeitig für „Brezel + Wein“, die „Grundnahrungsmittel des Schwaben“, die laut Lohrer Pate standen bei der Gründung des Landes. Den Wein repräsentieren schwäbische Viertelesgläser, die ebenso wie die Brezeln durch lustige, an Smileys erinnernde Gesichter zu Leben erweckt werden. Außerdem finden sich einige Korkenziehervarianten (als wichtiges Werkzeug des schwäbischen Viertelesschlotzers), eine Dali-Uhr sowie skurrile Comics mit und ohne witzige Sinnsprüche.
Da der Tisch Wind und Wetter ausgesetzt ist, sind nicht alle Gravuren gut erhalten, und die Gravuren auf der Tischplatte sind in Herbst und Winter mit Laub oder Schnee bedeckt. Wer sich ein ungetrübtes Bild von Lohrers Brezel- und Wein-Comics machen möchte, findet in seinem Kompendium der schwäbischen Insignien Die Brezel & das Viertele reichhaltiges Anschauungsmaterial und eine Auswahl einschlägiger Texte.

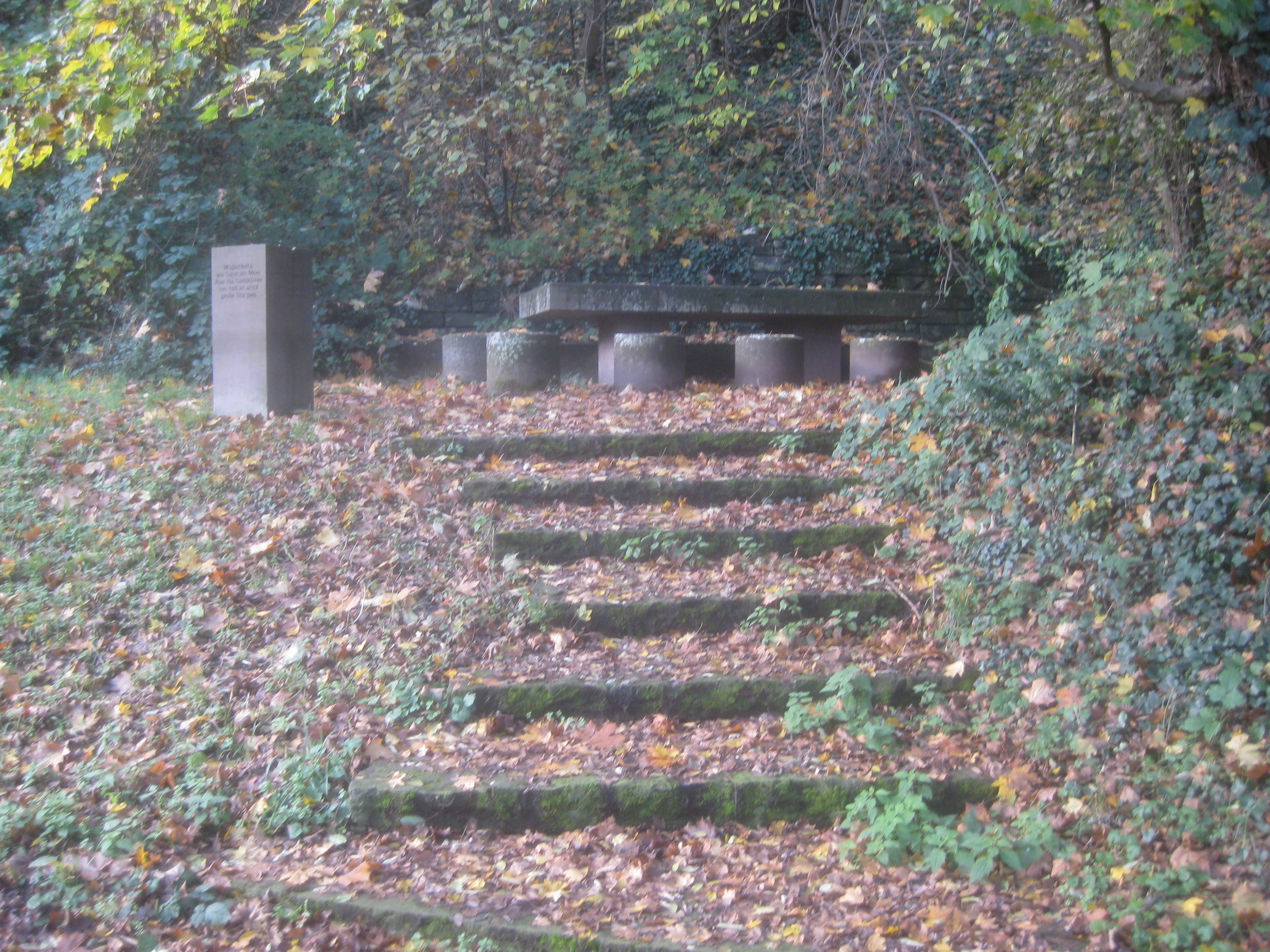
Sitzgruppe, links: Lyrikstation.
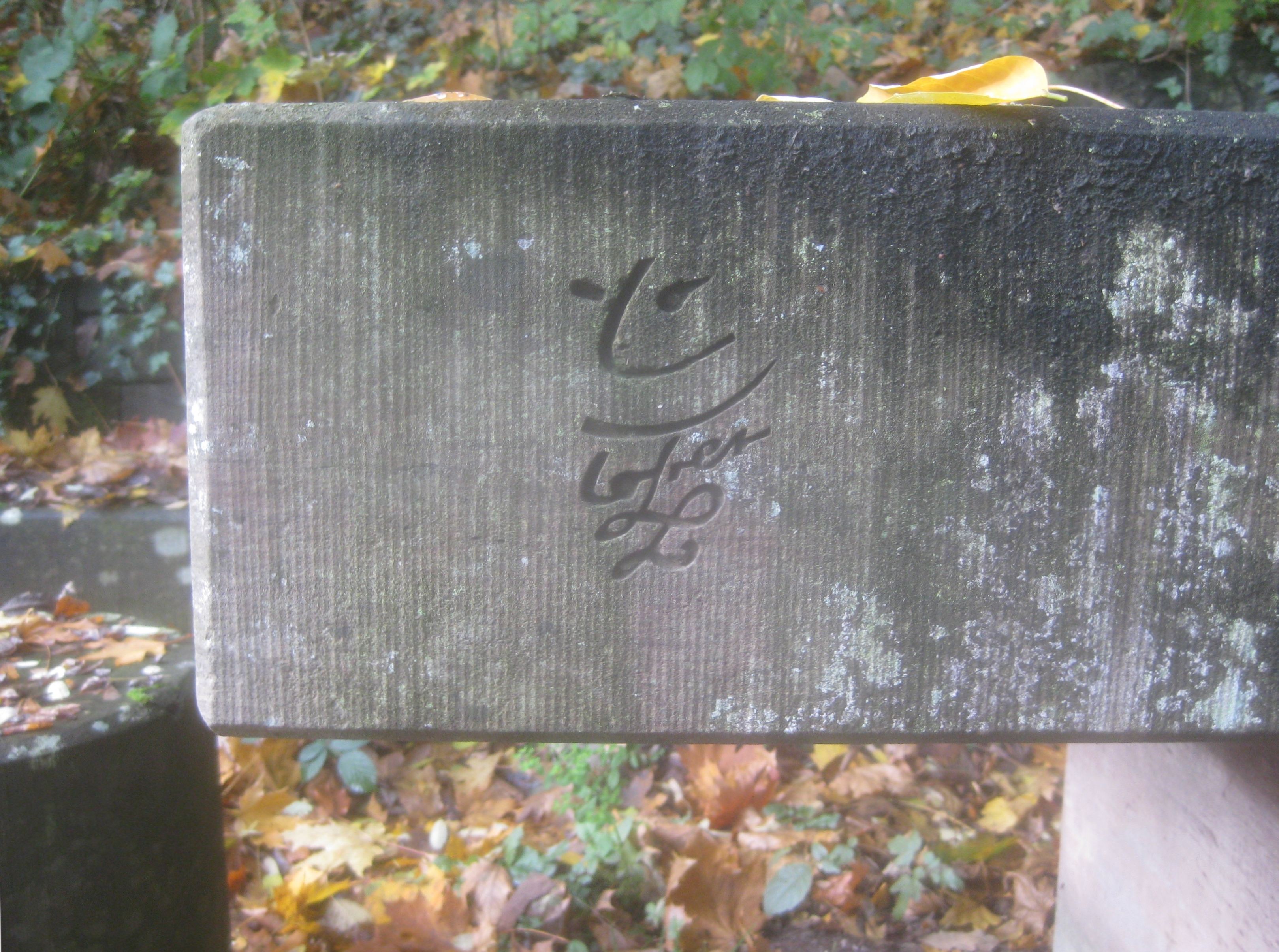
Signatur „Lohrer“ mit Smiley.
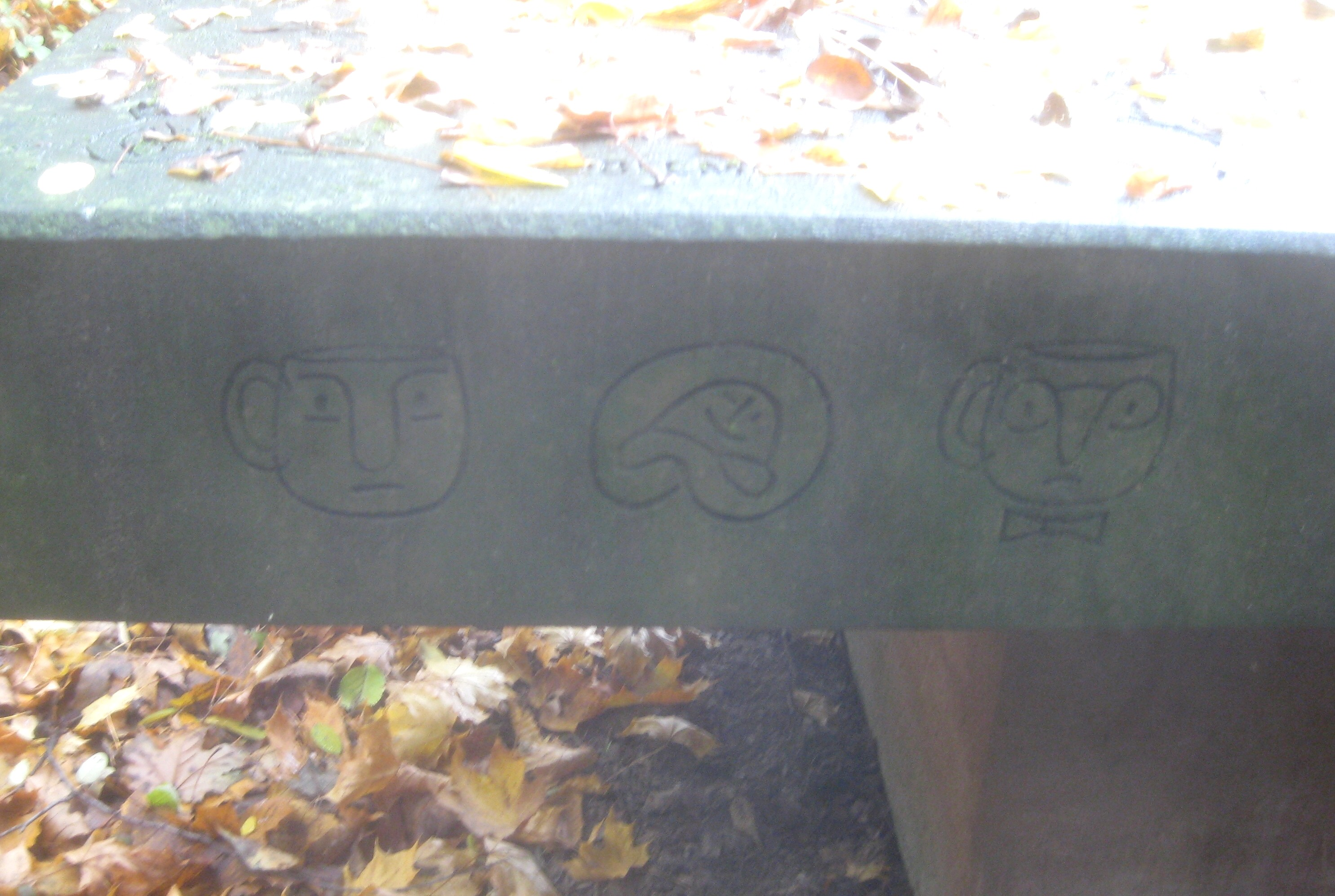
Viertelesgläser und Brezelkopf.
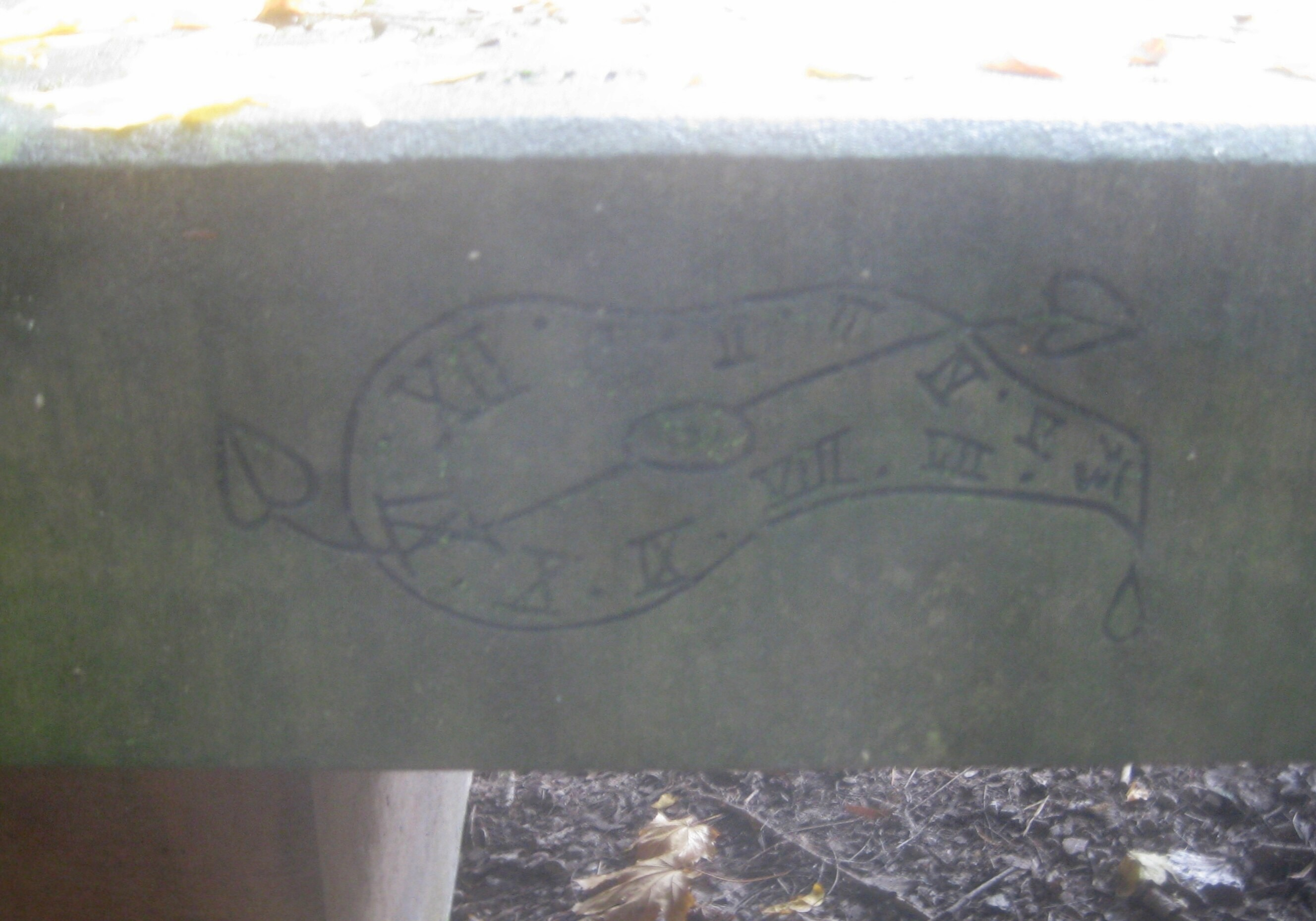
Dali-Uhr.
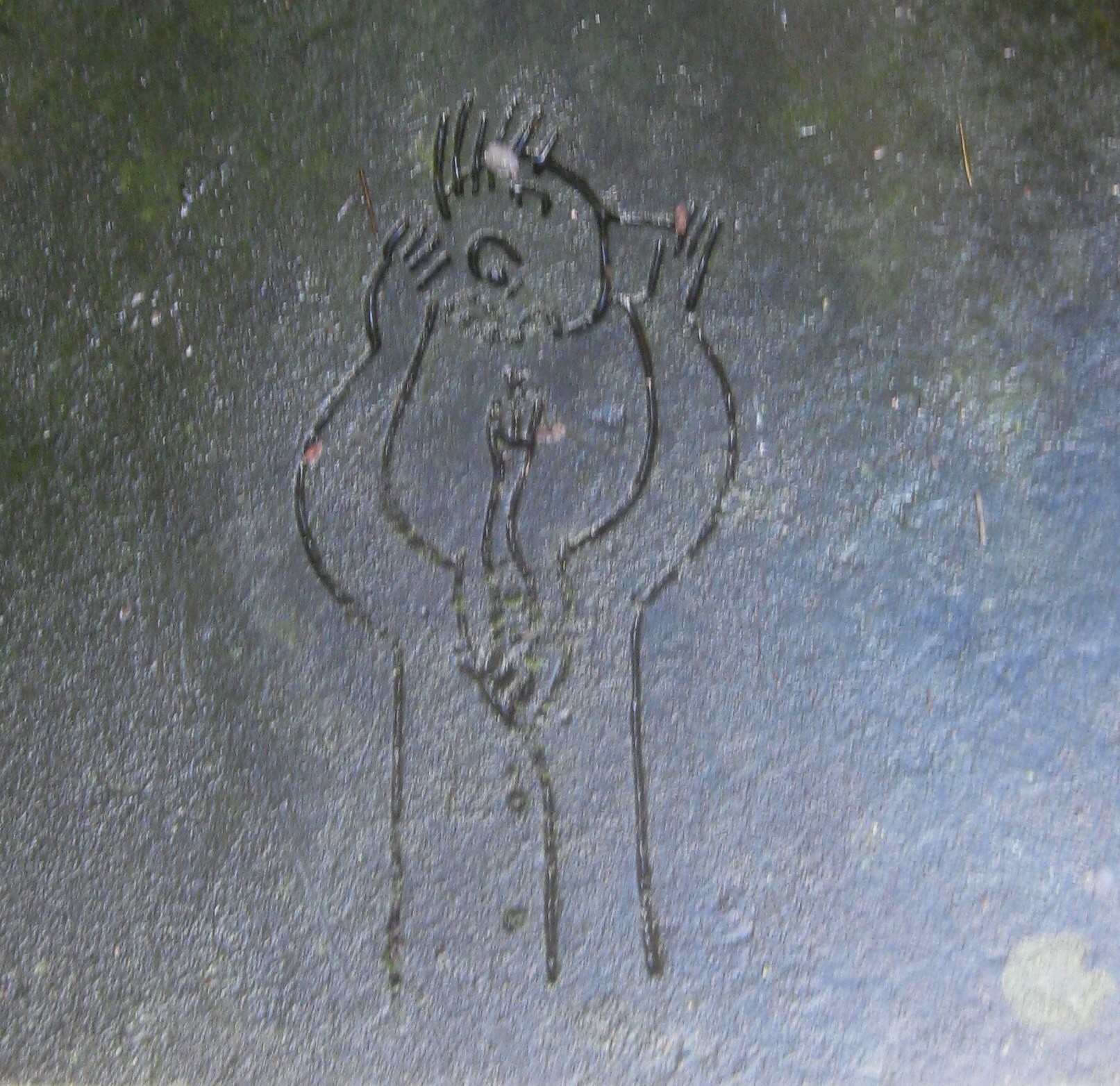
Kopflos.
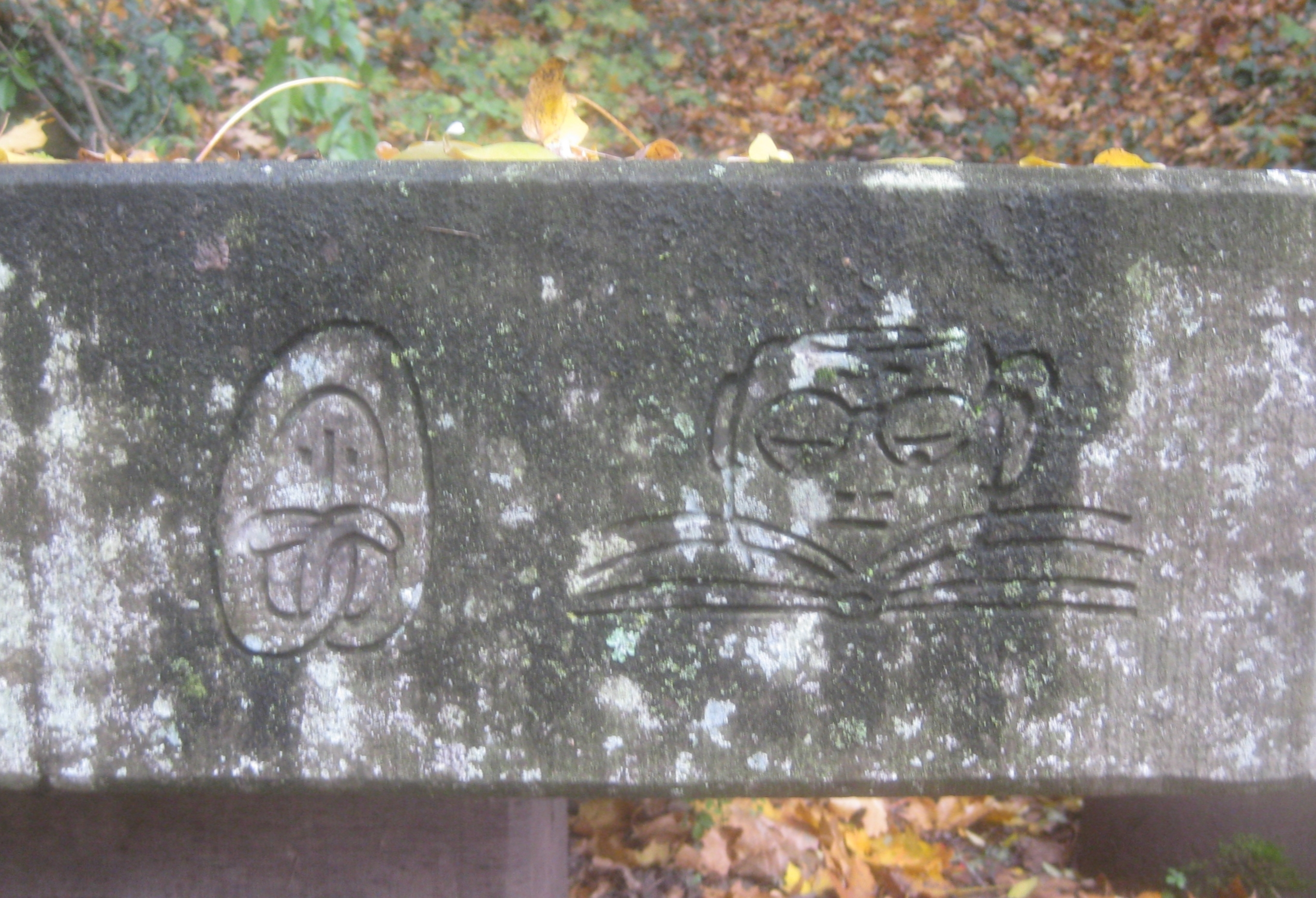
Brezelkopf und lesender Viertelesglaskopf.
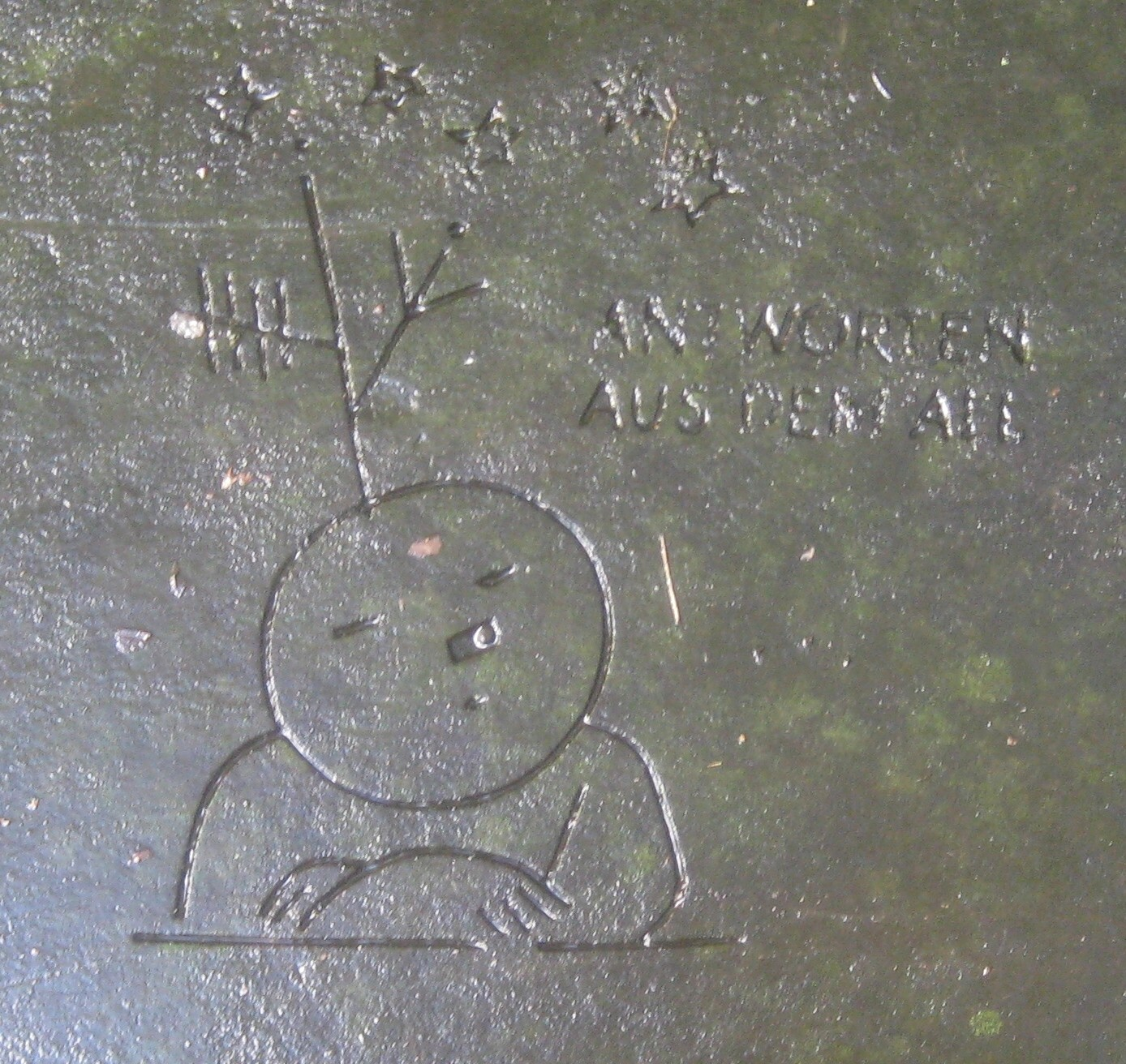
„Antworten aus dem All“.
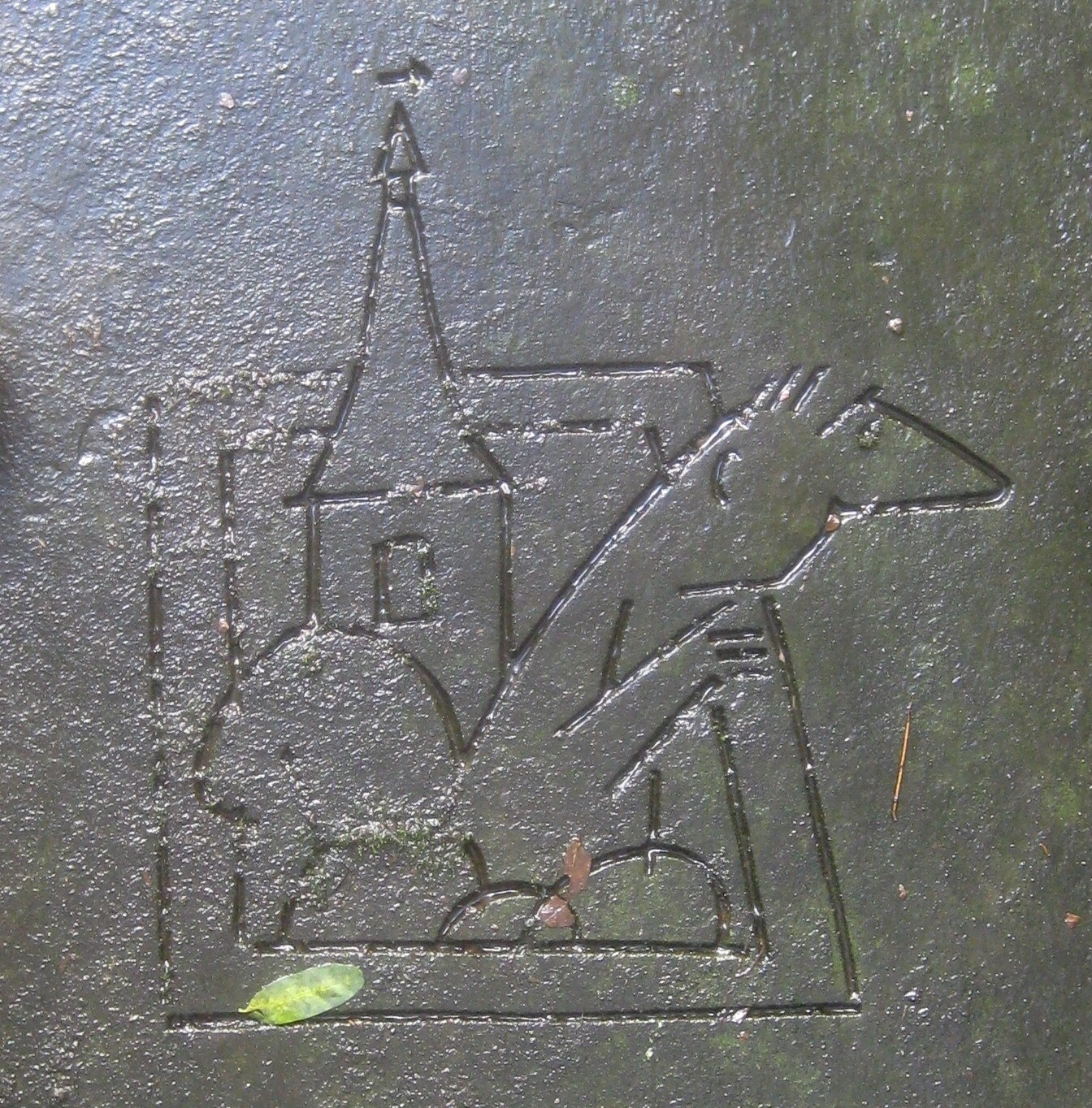
Kirchturmpolitik.
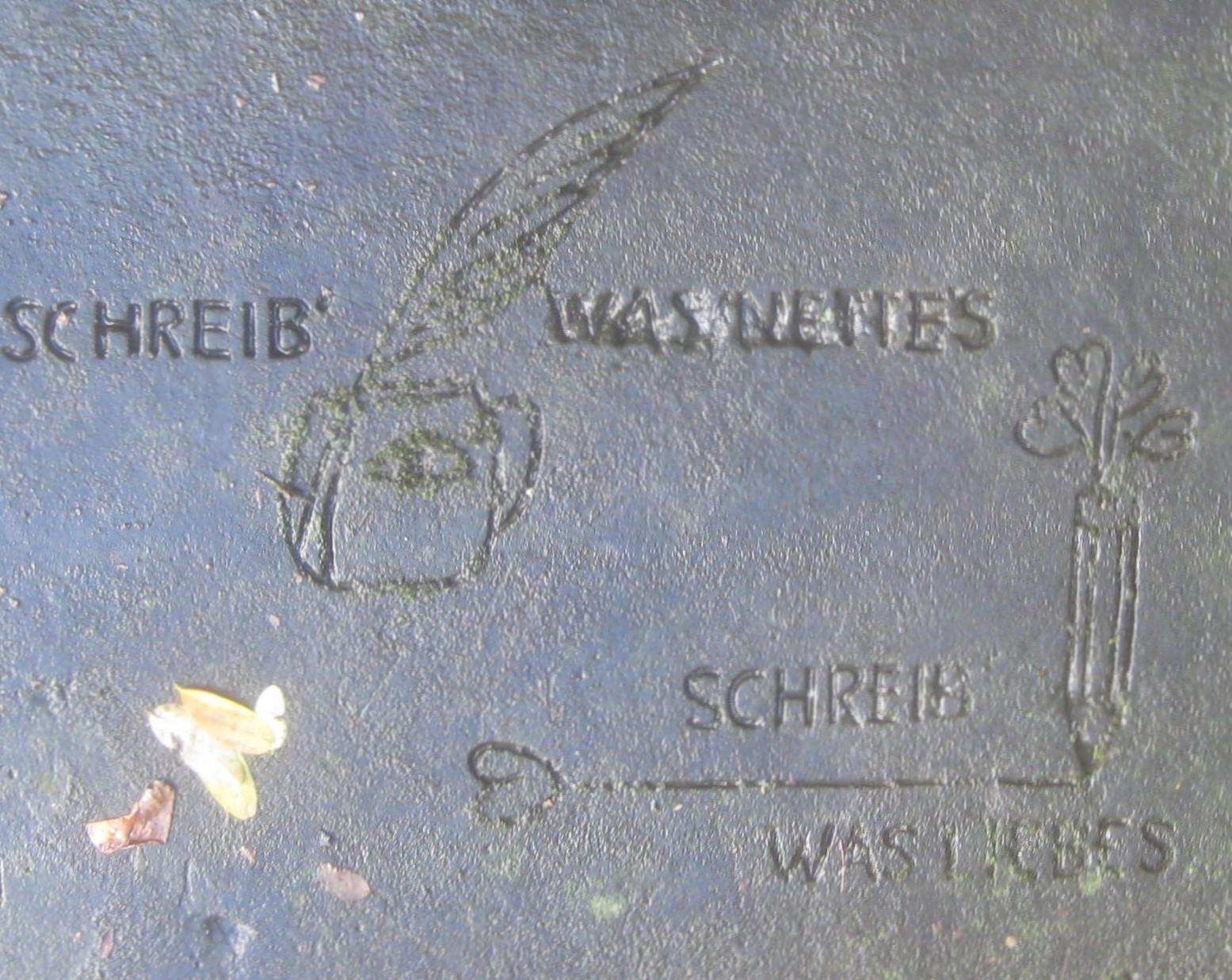
„Schreib was Nettes – schreib was Liebes“.
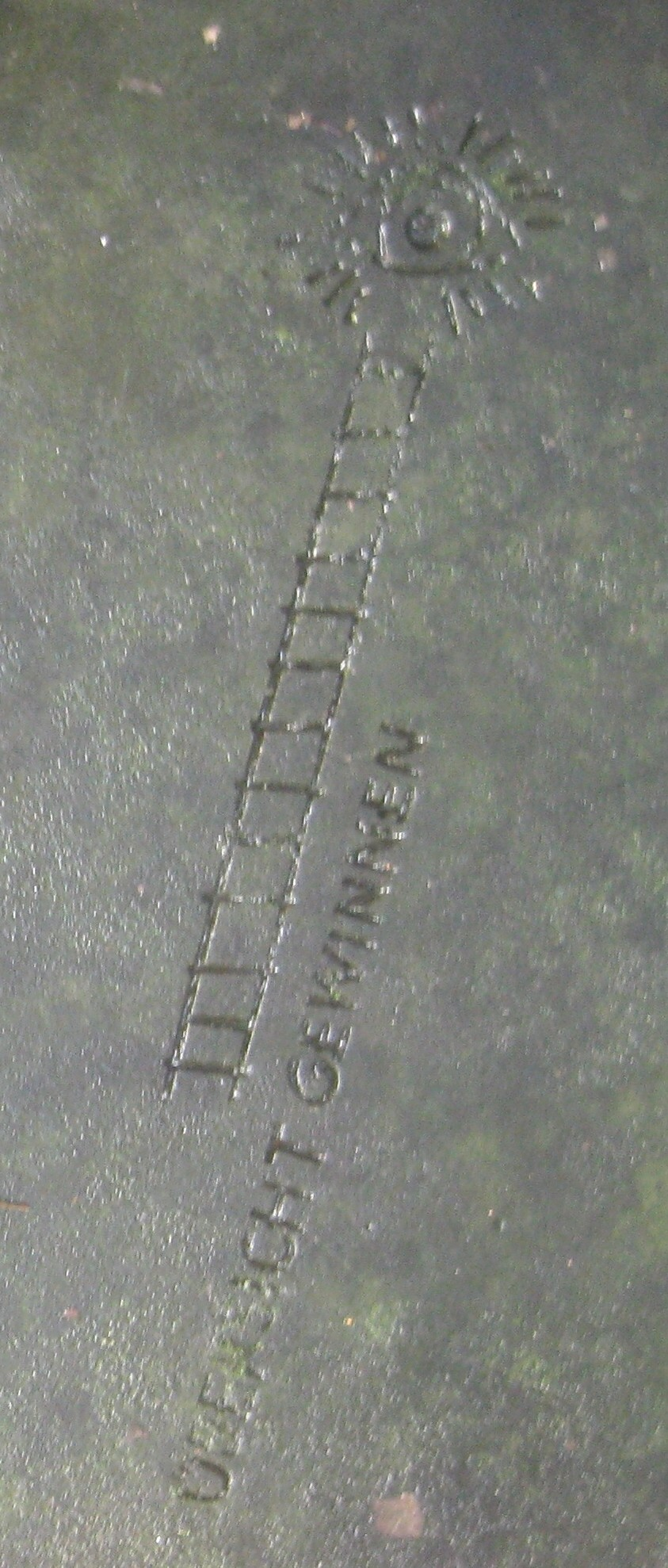
„Übersicht gewinnen“.
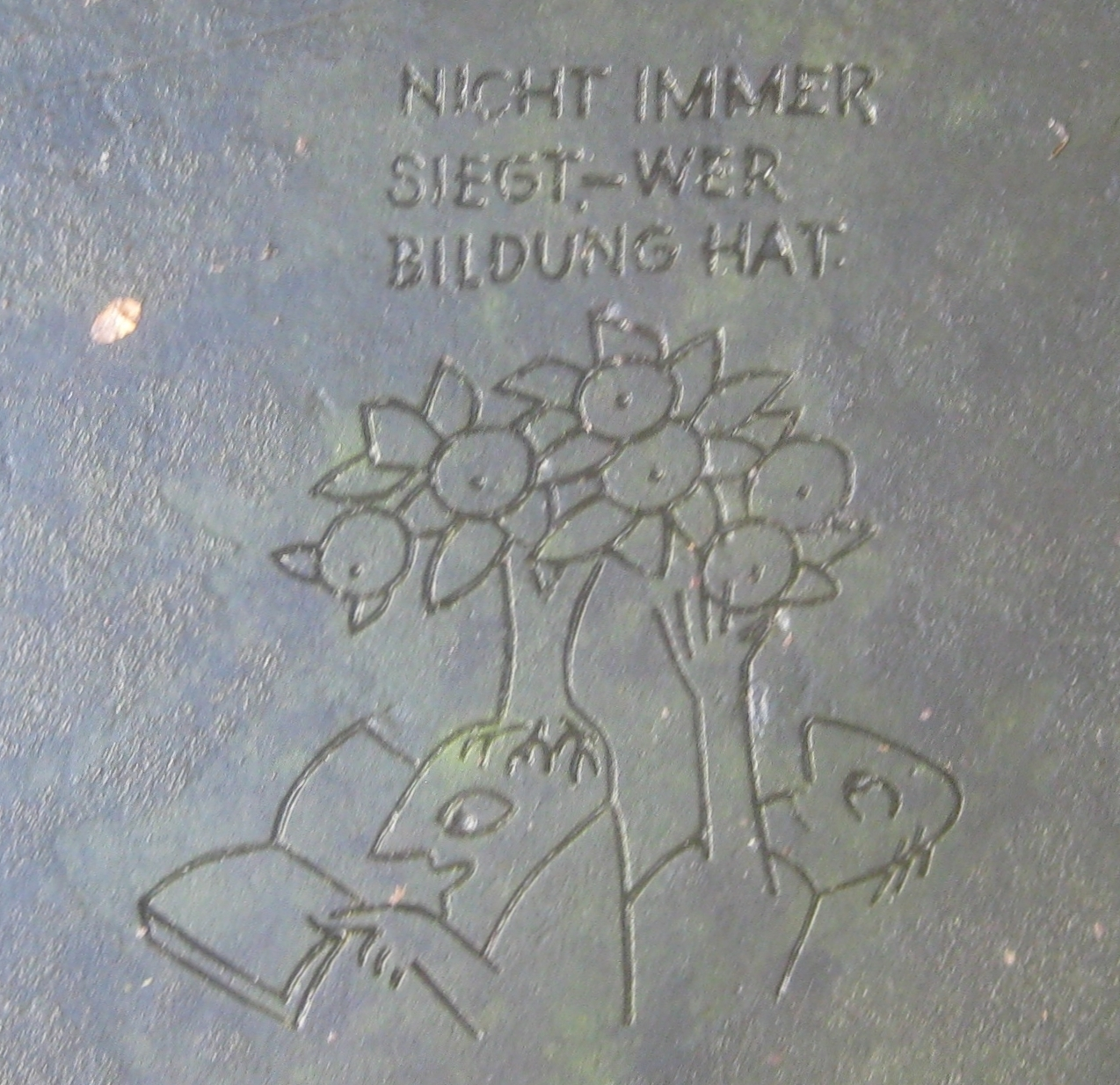
„Nicht immer siegt – wer Bildung hat“.

## Konzept
Hans Dieter Bohnet legte seiner Installation folgende Überlegungen zu Grunde:

„An ausgesuchten Stellen im neuerschlossenen IGA-Bereich des Wart- und Steinberges hat der planende Landschaftsarchitekt [Hans Luz] Stationen als Ziel- und Haltepunkte gesetzt und diese mit Namen belegt wie: ‚Bei der Buche‘, ‚Grottenloch‘ und ‚Unter den Stangen‘. So auch die Station ‚Keuper‘, wo ein dahinter liegender ehemaliger Steinbruch wieder ein Stück sichtbar werden sollte.“

„Der vorhandene verwahrloste Steilabhang bot sich auf Grund der neuen Wegeführung und Treppenverbindung hierfür geradezu an. Mit ‚Keuper‘, einer geologischen Schicht, wird sinngemäß das Werden von Landschaft und Stadt verbunden. Viele Gebäude sind heute noch im Stuttgarter Stadtbild zu sehen, die in früheren Zeiten mit dem hier gebrochenen Material erbaut wurden. Das Werden – an dem der Mensch und die Natur beteiligt sind – war Anlaß zu meiner spontanen Formidee ‚Ei‘ (Positiv und Negativ) als knappste Formulierung für werdendes Leben. Darauf griff ich auch bei der Weiterbearbeitung der etwas veränderten Geländesituation wieder zurück.“